# Mario Roatta
Mario Roatta (Modena, 2. siječnja 1887. – Rim, 7. siječnja 1968.) bio je Mussolinijev general i zapovjednik talijanskih snaga tijekom Drugog svjetskog rata u dijelovima Slovenije i Hrvatske koje je Italija oduzela Jugoslaviji i priključila svojem državnom teritoriju, te na području NDH i Crne Gore.
U vojnoj službi od 1906. godine, prvi svjetski rat je završio u činu pukovnika. 1927. – 1931. godine službuje kao vojni ataše pri veleposlanstvu Italije u Varšavi. Nakon zapovijedanja pješačkom pukovnijom 1930. – 1934. imenovan je za zapovjednika talijanske vojne obavještajne službe. Uz tu funkciju, od 1936. godine je zapovjednik talijanskih dobrovoljačkih trupa (Corpo Truppe Volontarie, vojna sila s oko 50.000 pripadnika predvođenih talijanskim vojnim časnicima i opremljenima ratnim zrakoplovima, topništvom, tenkovima i drugom teškom mehanizacijom dobivenom od talijanske vojske) koje su se borile uz monarhiste u Španjolskom građanskom ratu. Mussolini ga smjenjuje nakon što su snage pod Roattinim zapovjedništvom u ožujku 1937. godine pretrpjele značajan poraz u Guadalajari.
Od 1939. godine je talijanski vojni ataše na najznačajnijem mjestu: kod glavnog saveznika u Berlinu. Od 24. ožujka 1941. do siječnja 1942. godine je načelnik glavnog stožera talijanske vojske - tj. obnašao je najvažniju dužnost koju vojni časnik uopće može preuzeti. Istodobno je imenovan zapovjednikom talijanske vojske na području Slovenije (sa sjedištem u Ljubljani) koje je bilo pripojeno Italiji, da bi 18. ožujka 1941. godine bio imenovan zapovjednikom čitave 2. armije talijanske vojske - naslijedivši na tom mjestu generala Vittoria Ambrosia - koja je kontrolirala također i područje NDH, te Kraljevine Crne Gore. Kao najviše rangirani talijanski vojni zapovjednik, te ujedno vojni obavještajac i diplomat s iskustvom u suradnji s Njemačkom, trebao je očito Roatta osigurati provođenje talijanskih planova na neuralgičnom području istočno od Jadrana, gdje su se talijanske vojne snage dodirivale s Njemačkima, ali ih istodobno držali dalje od Jadrana, iz kojega se uvijek može vojno dominirati Italijom.

## Drugi svjetski rat na području nekadašnje Kraljevine Jugoslavije
Nakon što se nisu ispunila očekivanja talijanskih fašista da će ustaše pretvoriti Hrvatsku u područje pod potpunom i trajnom talijanskom dominacijom - zemlju s kraljem Talijanom, koja jedva da ima pristup moru i koja ne smije držati mornaricu, te koja mora plaćati Italiji troškove vlastite okupacije - te su Rimski ugovori izazvali ogorčenje i bijes hrvatskog naroda i čak samih ustaša, talijanske okupacijske vlasti na čelu s Roattom su poduzele sve što su mogle da podrže nezadovoljstvo Srba u svojoj okupacijskoj zoni (zapadno od linije Karlovac - Mostar) i zaštite srpske pobunjenike od aktivnosti oružništva i domobranstva NDH. Vojne snage kojima zapovijeda Roatta podržavaju četničko-partizanske ustanke, te će talijanski zapovjednici podređeni Roatti ubrzo potvrditi svoje dobre odnose s ustanicima.
Zapravo Talijani tijekom lipnja 1941. god. toleriraju okupljanje i obuku više stotina naoružanih četnika na području Benkovca i Kistanja (tj. na području koje je bilo pripojeno Kraljevini Italiji), koji 28. lipnja 1941. god. s dijela dalmatinskog područja pripojenog Kraljevini Italiji napadaju pograničnu postaju NDH u Krupi kod rijeke Zrmanje i tom prilikom ubijaju 14 oružnika NDH i nekoliko ustaša; nakon čega predstavnici vlasti NDH već 29. srpnja 1941. god. prema uputi Talijana napuštaju Knin (koji je u to vrijeme pod kontrolom talijanskog garnizona koji je imao čak oko 5.000 vojnika, ali bez znatnijih postrojba NDH) i prepuštaju vlasti četnika područje Dalmacije sjeverno od Drniša.
Za području Like, također su u dizanju pobune sudjelovali talijanski agenti. Gojko Polovina - komunist koji je sudjelovao u vodstvu ustanka u Lici u srpnju 1941. god., te je potom bio general u komunističkoj Jugoslaviji - u svojim sjećanjima 1980.-ih godina govori: “Ostavljam po strani naše subjektivne greške i slabosti (…) ali prosto je izmišljena tvrdnja da su ‘četnički elementi’ tobože izazvali negativne pojave: pljačku, paljenje i slično, bar što se tiče Boričevca. Četnici to nisu mogli učiniti iz prostog razloga što ih nije bilo. Pored naroda koji je pod komandom nas komunista stupio u ustanak, u to vrijeme postojali su još samo plaćeni talijanski agenti, npr. Stevo Rađenović, Pajica Omčikus i Torbica iz Srba, Đuro Vugonja iz Gračaca, Savica Guteša iz Bruvna i slični, koji su tek kasnije po nalogu svojih poslodavaca stvorili organizacije i proglasili ih četnicima (…)”
Prije kraja 1941. godine Roatta posve zabranjuje ulazak vojnih snaga NDH zapadno od linije Karlovac - Mostar; situaciju gdje su Talijani podupirali pobunu Srba koriste hrvatski komunisti, koji osloncem na područja pretežno nastanjena Srbima s vremenom razvijaju sve jaču gerilsku borbu protiv Talijana. Za razliku od partizana, četnici predano surađuju s Talijanima, kao "protukomunistička milicija", te od talijanske vojske primaju znatnu potoru u oružju, hrani i novcu. General Roatta je talijanski stav prema NDH jezgrovito izrazio rakavši da je bilo "pogrešno da se stvara država koja je u osnovi neprijateljska prema Italiji".
Na sastanku 10. siječnja 1942. godine - pred Antom Pavelićem i njemačkim generalom E. Gleise von Horstenauom - sam Roatta izvješćuje njemačke saveznike da drži pod svojim zapovjedništvom 3.000 četnika kod Plaškog i Vrhovina, 8.000 kod Knina (među kojima 3.000 iz Hercegovine) i u Hercegovini 8.000, tj. ukupno 19.000 četnika. Inače je Roatta nekoliko dana ranije uvjeravao dužnosnike NDH da pod svojom kontrolom ima svega 1.500 četnika. Roatta je na sastanku najavio da će "morati" na teritoriju NDH upotrijebiti i dio od 20.000 četnika kojima zapovijeda na području Crne Gore, i čiji broj namjerava povećati za daljnjih 10.000. Čak i pred Nijemcima, Roatta je propustio napomenuti da među četnicima koje on raspoređuje po NDH već djeluje Zlatiborski četnički odred, doveden iz same Srbije.
U travnju 1942. godine izvješćuje izaslanik njemačkog ministra vanjskih poslova u Zagrebu dr. Edmund Veesenmayer, kako Italija očito nije zainteresirana za sređenu i nezavisnu Hrvatsku, te da ona svim sredstvima pokušava što brže stvoriti stanje koje će NDH trajno onemogućiti život.
Sporazumom Roata-Pavelić 19. lipnja 1942. godine vlasti NDH su priznale legitimitet tzv. Dobrovoljačke antikomunističke milicije koju su do tada već organizirale talijanske vojne snage pod Roattinim zapovjedništvom: posrijedi su zapravo bile četničke postrojbe čiju su formiranje talijanske snage podupirale čak i prije nego što su komunisti nakon napada Njemačke i Italije na SSSR uopće i počeli organizirati partizanske snage, te koje su na području pod talijanskom okupacijom djelovale i u vrijeme kada je pristup vojnih snaga NDH na ta područja bio potpuno zabranjen.
Mario Roatta bio je zapovjednik talijanskih snaga u četvrtoj ofenzivi protiv NOVJ 1943. godine.

## Kraj rata na čelu poražene talijanske vojske i suđenje za izdaju
5. veljače 1943. godine imenovan je Roatta zapovjednikom talijanske 6. armije na Siciliji; 1. lipnja iste godine za načelnika glavnog stožera talijanske kopnene vojske. 
Nakon što 25. lipnja 1943. vrh fašističke partije i kralj svrgavaju Mussolinija, Roatti - koji je efektivno drugi čovjek u glavnom stožeru - povjerena je zadaća organiziranja obrane glavnog grada, kraljevskog dvora i središnjih tijela vlasti. Premda zapovijeda još uvijek velikom vojskom, ne uspijeva spriječiti Nijemce da nakon kapitulacije Italije pred Saveznicima 3. rujna 1943. god. okupiraju pretežni dio Italije, čak niti organizirati bilo kakav otpor. Talijanske vojne snage, kojima Roatta nije slao nikakve zapovijedi (neke od njih se ipak samoinicijativno upuštaju u borbu a njemačkim agresorom) ubrzo se posve dezintegriraju: Nijemci uspijevaju zarobiti oko 700.000 talijanskih vojnika (mnogi drugi su se razbježali na sve strane): stotinjak tisuća ih pristaje nastaviti ratovanje na njemačkoj strani, a ostali su kao ratni zarobljenici odvedeni na prisilni rad u Njemačku. Poslije se Roatta branio da navodno nije mogao tijekom noći u kojoj su otpočele agresivne aktivnosti Nijemaca pronaći predsjednika vlade Badoglija da mu supotpiše naredbu vojsci da brani državu. 
Monarhija ga 1944. godine optužuje zbog kriminalnog nemara da organizira čak niti obranu glavnog grada Rima i da čestito zarati s Nijemcima dok mu u pomoć ne priskoče Amerikanci i Britanci koji u Mediteranu imaju iznimno moćne vojne snage - propust koji je omogućio dvogodišnji razorni rat na talijanskom tlu 1943. – 1945. godine i efektivnu podjelu države zbog osnivanja Mussolinijeve Talijanske Socijalne Republike. 
Roatta se sklanja u Španjolsku. Sudska presuda na kaznu zatvora ukida se 1949. godine, u vrijeme kada politika nastoji pomiriti ili barem pacificirati sve dijelove društva koji su protiv zavođenja komunističke vladavine u Italiji (što je 1949. godine izgledalo mogućim) - tako i one kojima se nekoliko godina ranije činilo posve normalnim da ne brane zemlju od njemačke okupacije.

## Ratni zločini
General Roatta je često izdavao naloge za uništavanje stanovništva na okupiranim područjima. Tako je primjerice kod protupartizanske ofenzive u Sloveniji u srpnju 1942. god. odredio da se ima "drastično" postupiti sa svima koji se protive talijanskoj vlasti čak i ako se predaju talijanskim snagama; pri čemu se "može razmisliti" o blažem postupanju jedino prema onima koji se predaju doista izvan bilo kakvog vojnog djelovanja. Takav "drastičan" postupak je valjalo primijeniti prema svakom muškarcu sposobnom za borbu zatečenom u zoni vojnih operacija, ako nije mogao dokazati da se tu našao po nekom drugom poslu. Ujedno je bilo određeno da će se do temelja uništiti sve kuće koje su poslužile partizanima, neovisno o tome jesu li vlasnici kuća dobrovoljno primili partizane.
Naročito je okrutna bila Roattina zapovijed za vrijeme »zimske operacije« na području Slovenija-Dalmacija od 16. siječnja 1943. kojim se nalaže da pripadnici talijanske vojske ubiju svakog stanovnika kojega nađu na području vojnih operacija, bez obzira na to ima li ima oružja ili nema ("ubiti svakog građanina"). Roatta dalje zapovijeda da se sve muške osobe koje se nađu izvan područja vojnih operacija, od petnaeste godine naviše, upute u sabirne logore, a sve kuće koje izgledaju sumnjivo zbog veze s partizanima, unište.
Kao posljedica ove zapovijedi generala Marija Roatte uništena su mnoga naselja i poubijane su tisuće nevinog stanovništva diljem Hrvatske u Dalmaciji, Lici, Kordunu i Gorskom kotaru.
Pod Roattinim zapovijedanjem, talijanski okupatori su osnovali Koncentracijski logor Kampor na otoku Rabu, u kojem je od gladi i zaraznih bolesti umrlo preko 4.000 zatvorenika.
Talijansko korištenje četnika za borbu protiv partizana na područjima nastanjenima Hrvatima, također je omogućilo razne ratne zločine, poput Pokolja u Zabiokovlju 29. kolovoza 1942., Pokolja u Gatima 1. listopada 1942. i Pokolja u Rami u listopadu 1942. godine.

## Vanjske poveznice
- Generals.dk